# Polska Rada Chrześcijan i Żydów
Polska Rada Chrześcijan i Żydów została powołana w 1989 roku. Celem Rady jest przyczynianie się do wzajemnego poznawania się i zrozumienia chrześcijan i żydów, przezwyciężania stereotypów i pogłębiania kontaktów międzyreligijnych. Rada jest członkiem International Council of Christians and Jews.
Rada podjęła szereg inicjatyw na rzecz wspólnego dialogu chrześcijańsko żydowskiego, m.in. współpracuje przy przygotowaniu corocznego (17 stycznia) Dnia Judaizmu w Kościele Katolickim, organizuje coroczne spotkania modlitewne w rocznicę wybuchu powstania w Getcie Warszawskim, a także wspólne modlitwy z okazji żydowskiego święta Simchat Tora. Co roku nadaje także tytuł Człowieka Pojednania osobom szczególnie zasłużonym na rzecz pojednania i dialogu chrześcijańsko-żydowskiego w Polsce. W 1998 roku Rada wydała publikację „Kościół katolicki o swoich korzeniach”, która jest skierowana do katechetów, uczniów szkół średnich, a także wszystkich zainteresowanych dialogiem chrześcijańsko-żydowskim. Książka powstała jako odpowiedź na potrzebę otwarcia się na dziedzictwo Żydów i ich religijne doświadczenie,
Aktualnie współprzewodniczącymi Rady są Stanisław Krajewski i Siostra Katarzyna Kowalska NDS.
Poprzednio Stanisław Krajewski i dwie kadencje Zbigniew Nosowski, Wiesław Dawidowski, a w latach 2009-2017 Bogdan Białek jako współprzewodniczący ze strony chrześcijańskiej.
Do 2006 roku w zarządzie rady zasiadali Stanisław Krajewski i ks. prof. Michał Czajkowski, a poprzednio (do 1998 r.) współprzewodniczącym ze strony chrześcijańskiej był ks. prof. Waldemar Chrostowski, który po opuszczeniu Rady kontestował dotychczasowy kształt dialogu katolicko-żydowskiego.
Pozostałymi członkami zarządu są:
- Jerzy Sojka teolog luterański (wiceprzewodniczący). Poprzednio Grzegorz Michalczyk
- Stas Wojciechowicz (wiceprzewodniczący)
- Marta Titaniec (sekretarz)
- Paweł Sawicki (skarbnik)
- ks. Ewa Jóźwiak
- ks. Paweł Batory
- o. Maciej Biskup OP

Członkami honorowymi Rady są:
- ks. abp Henryk Muszyński
- ks. abp Stanisław Gądecki
- ks bp Mieczysław Cisło

Członkami honorowymi byli także:
- Jerzy Turowicz
- Stefan Wilkanowicz
- Władysław Bartoszewski
- Janina Haubenstock
- Arie Lerner